# Hilma Söderberg
Hilma Katarina Orten-Boving, född Söderberg 3 mars 1881 i Sundborns församling, Kopparbergs län, död 1967 i Thakeham, Storbritannien, var en svensk rösträttsaktivist och författare. 

## Biografi
Hilma Söderberg föddes 1881 i Sundborns församling. Hon var dotter till lantbrukaren Erik Gustaf Söderberg och Erika Katarina Källström. Söderberg vann 1906 första pris i en veckotidning för romanen Höga Visan. Hon vann 1907 två pris i Iduns dramatiska pristfäling för fyraaktsskådespelet Segerpalmen och treaktsskådespelet Sfinxen.
Hon var verksam i kampanjen för införandet av kvinnlig rösträtt i Sverige och ordförande för Föreningen för kvinnans politiska rösträtt i Norrköping 1904–1908. 
Söderberg var gift med civilingenjören Jens Orten-Boving.